# Nemsó
Nemsó (1899-ig Nemsova, szlovákul Nemšová) kisváros Szlovákiában, a Trencséni kerületben, a Trencséni járásban. Kulcsos, Liborcsudvard és Trencsénzávod tartozik hozzá.

## Fekvése
Trencséntől 12 km-re északkeletre, a Vág jobb partján fekszik.

## Története
A település ott keletkezett, ahol a Trencsénből Morvaországba vezető fontos kereskedelmi útvonal áthalad. Az út mellett egykor vámot is szedtek. A település első említése 1242-ből származik. Templomát már az 1332 és 1337 között kelt pápai tizedjegyzék is említi. Nemsó a 16. században népesebb és gazdagabb település volt, mint manapság. 1546-ig Szúcsa várának uradalmához tartozott, majd a feudalizmus végéig a trencséni uradalomhoz tartozott, melynek sörfőzdéje és vendégfogadója működött a községben. 1608-ban említik az itteni gazdaságot. A 17. század első felében az Illésházy család volt a birtokosa, akik kastélyt is építettek ide. Különösen megnőtt a jelentősége 1663 után, amikor a török támadások következtében a trencséni helyőrségeket megerősítették és a gazdag családok javaikat északra menekítették. A 18. századig királyi sóraktár is állt itt. Lakói mezőgazdasággal, kézművességgel foglalkoztak.
A 18. század végén Vályi András így ír róla: „NEMSOVA. Tót falu Trentsén Várm. földes Ura G. Illésházy Uraság, lakosai katolikusok, fekszik Vág vize mellett, és a’ Trentséni Uradalomhoz tartozik, földgye termékeny, legelője, erdeje van.”
Fényes Elek 1851-ben kiadott geográfiai szótárában így ír a faluról: „Nemsova, tót falu, Trencsén vmegyében, a Vágh jobb partján: 841 kath., 20 zsidó lak., paroch. templom. Vendégfogadó. Nem nagy, de termékeny határ. F. u. a dubniczai uradalom. Ut. p. Trencsén.”
A trianoni békéig Trencsén vármegye Puhói járásához tartozott.
1976-ban csatolták hozzá Kulcsos, Liborcsudvard és Trencsénzávod településeket. 1989 óta város.

## Népessége
| Év:            | 1994. | 2004.   | 2014.   | 2024.   |
| -------------- | ----- | ------- | ------- | ------- |
| Emberek száma: | 6087  | 6220    | 6274    | 6172    |
| Eltérés:       |       | +2,18 % | +0,86 % | -1,62 % |

| Év:            | 2023. | 2024.   |
| -------------- | ----- | ------- |
| Emberek száma: | 6240  | 6172    |
| Eltérés:       |       | -1,08 % |

1880-ban 850 lakosából 779 szlovák, 53 német, 1 egyéb anyanyelvű és 17 csecsemő volt; ebből 775 római katolikus, 66 zsidó és 9 evangélikus vallású. Kulcsos 243 lakosából 223 szlovák, 12 német, 2 magyar, 1 egyéb anyanyelvű és 5 csecsemő volt; ebből 232 római katolikus, 10 zsidó és 1 evangélikus vallású. Liborcsudvard 551 lakosából 465 szlovák, 54 német, 15 magyar anyanyelvű és 17 csecsemő volt; ebből 500 római katolikus és 51 zsidó vallású. Trencsénzávod 183 lakosából 170 szlovák, 4 német anyanyelvű és 9 csecsemő volt; ebből 179 római katolikus és 4 zsidó vallású.
1910-ben 1269 lakosából 1016 szlovák, 77 német, 50 magyar és 126 egyéb anyanyelvű volt. Kulcsos 264 lakosából 253 szlovák, 4 német, 3 magyar és 4 egyéb anyanyelvű volt. Liborcsudvard 607 lakosából 543 szlovák, 19 német, 17 magyar és 28 egyéb anyanyelvű volt. Trencsénzávod 612 lakosából 594 szlovák, 6 magyar, 2 német és 10 egyéb anyanyelvű volt.
2001-ben 6136 lakosából 6018 szlovák volt.
2011-ben 6274 lakosából 5991 szlovák, 38 cseh, 5 magyar, 3-3 ukrán, lengyel, orosz és egyéb, 1-1 cigány és bolgár és 226 ismeretlen nemzetiségű volt.
| Lakosok száma | 6274 | 6350 | 6368 | 6335 | 6172 |
|               | 2011 | 2016 | 2017 | 2021 | 2024 |

## Nevezetességei

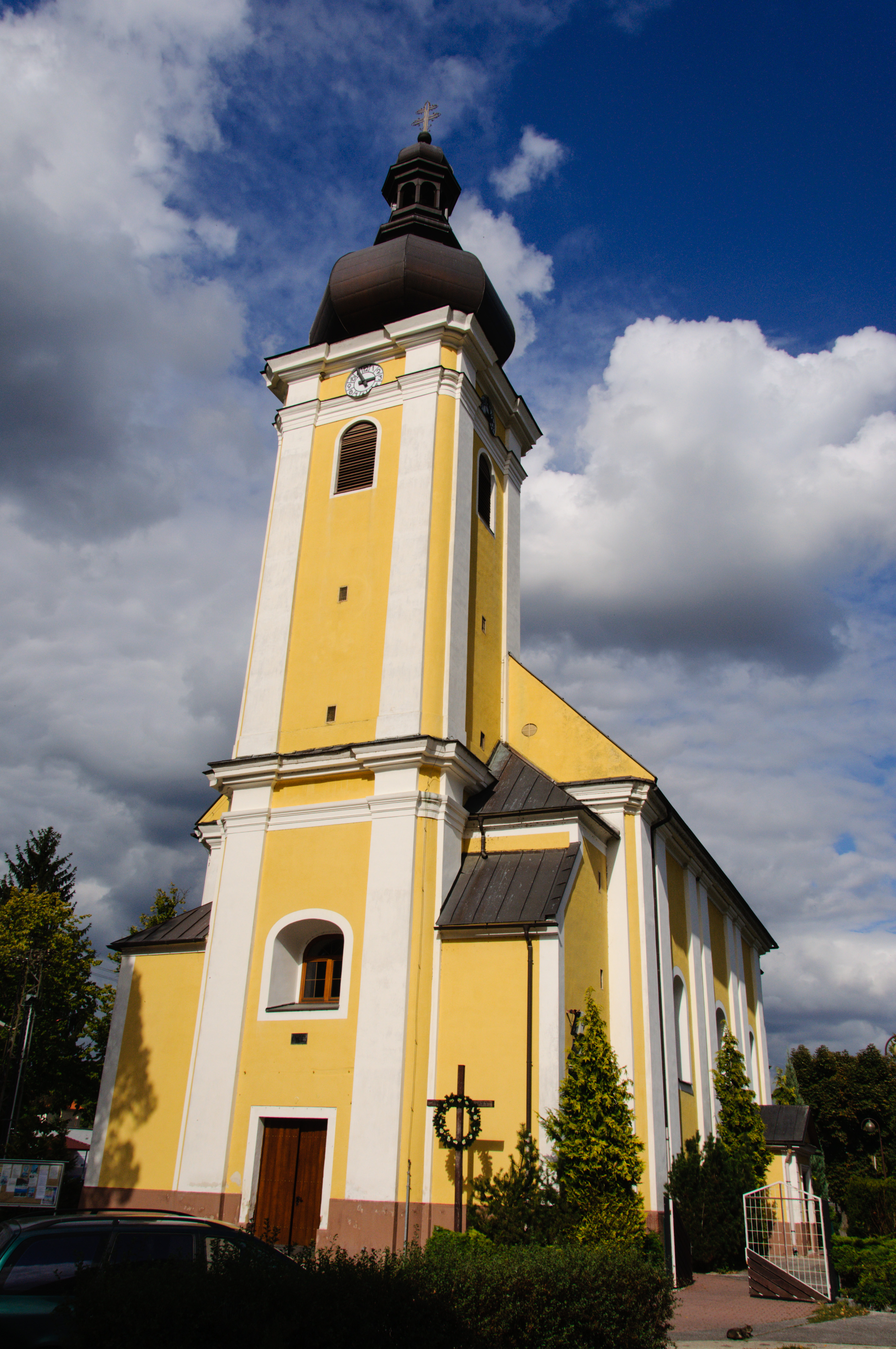

- Mihály arkangyal tiszteletére szentelt római katolikus temploma 1766-ban épült.
- Kulcsos nevű városrészén 17. századi reneszánsz kastély áll. Neogótikus Szent Anna kápolnáját a Schertzo család építtette 1868-ban.

## Külső hivatkozások
- Hivatalos oldal
- Községinfó
- Nemsó Szlovákia térképén
- A nemsói katolikus iskola honlapja
- Szlovák nyelvű ismertető
- E-obce.sk Archiválva 2008. március 25-i dátummal a Wayback Machine-ben
- Nemsó város információs portálja

## Lásd még
- Kulcsos
- Liborcsudvard
- Trencsénzávod